# Lecidea globulispora
Lecidea globulispora är en lavart som beskrevs av Nyl. Lecidea globulispora ingår i släktet Lecidea och familjen Lecideaceae.   Inga underarter finns listade i Catalogue of Life.
I den svenska databasen Dyntaxa används istället namnet Lecidea antiloga för samma taxon.  Arten är reproducerande i Sverige.